# Prionacantha picta
Prionacantha picta är en insektsart som beskrevs av Henry, G.M. 1940. Prionacantha picta ingår i släktet Prionacantha och familjen Chorotypidae. Inga underarter finns listade i Catalogue of Life.